# First Republic Bank
First Republic Bank è stata una banca commerciale fornitrice di servizi di gestione patrimoniale con sede a San Francisco.
Gestiva 93 uffici in 11 stati degli Stati Uniti, principalmente a New York, California, Massachusetts e Florida. Al 31 dicembre 2022, la società aveva 166 miliardi di dollari di prestiti in essere, inclusi 102 miliardi di prestiti garantiti da immobili residenziali, 34 miliardi di prestiti garantiti da immobili commerciali che producono reddito, 18 miliardi di prestiti commerciali e 10 miliardi in altri prestiti. I prestiti collaterali garantiti erano prevalentemente nelle aree metropolitane di Boston, New York, San Francisco e Los Angeles.
Il 1º maggio 2023, in seguito alla crisi delle banche regionali USA, la FDIC ha annunciato che First Republic è stata chiusa e ceduta a JPMorgan Chase.

## Storia
Fondata nel febbraio 1985 da Jim Herbert, precedentemente fondatore e CEO di San Francisco Bancorp che ha venduto ad Atlantic Financial, ha iniziato ad operare il 1º luglio 1985 come società di prestito industriale istituita in California. È diventata una società per azioni tramite un'offerta pubblica iniziale al NASDAQ nell'agosto 1986, vendendo azioni a 10 dollari l'una. Nel 1993 ha acquisito la Silver State Thrift, un'associazione di risparmio e prestito in Nevada.

### Espansione
Nel 1996 ha cercato di espandere la propria offerta e ha fatto pressioni sulla legislatura del Nevada affinché approvasse una legge che consentisse la conversione di una banca del Nevada in una banca statale del Nevada. La legge è stata approvata nel luglio 1997 e la banca è diventata una banca statale, la First Republic Savings Bank.
Nel 1998, First Republic ha acquisito Trainer Worthman & Co. e nel dicembre 2001 ha acquisito Starbuck, Tisdale & Associates per 13 milioni di dollari in contanti e azioni. Nel gennaio 2000, First Republic ha acquisito una partecipazione del 18% in Froley, Levy Investment Company Inc., e nel 2002 ha rilevato la società di investimento per 17 milioni di dollari in contanti e azioni.

### Passaggi di mano (2004-2010)
Nel 2004 ha acquisito la divisione Private Client Asset Management di Bay Isle Financial da Janus Capital Group. Nel 2006, la banca ha acquisito Bank of Walnut Creek. Nel settembre 2007, First Republic è stata acquisita da Merrill Lynch per 1,8 miliardi di dollari in contanti e azioni.
Nel luglio 2010, Bank of America che ha acquisito sia Merrill Lynch e First Republic, ha venduto quest'ultima a un gruppo di investitori privati tra cui Colony Capital, General Atlantic e il presidente James Herbert e l'ex COO Katherine August DeWilde, per circa 1 miliardo di dollari. Thomas J. Barrack Jr., il capo di Colony, era stato un membro del consiglio prima dell'affare Merrill Lynch e General Atlantic era stato uno dei primi investitori nell'azienda, investendo circa 5 milioni di dollari nel 1987. Altri 800 milioni di dollari sono stati forniti dal consorzio di investimento per soddisfare i nuovi requisiti patrimoniali stabiliti dalle autorità di regolamentazione statunitensi.
Nel dicembre 2010, la banca è tornata ad essere una società per azioni tramite un'offerta pubblica iniziale, raccogliendo 280,5 milioni di dollari.
Nel novembre 2012 ha acquisito Luminous Capital, una società di gestione patrimoniale con 5,5 miliardi di dollari di attività, per 125 milioni di dollari.
Nel 2015 ha rilevato Constellation Wealth Partners per 115 milioni di dollari. Nel dicembre 2016, la banca ha acquisito Gradifi, una startup di 2 anni che lavora con le aziende per aiutare i dipendenti a saldare il debito del prestito studentesco che contava come clienti PricewaterhouseCoopers, Natixis Global Asset Management e Penguin Random House.
Nel marzo 2018, la banca ha investito in CommonBond, un finanziatore di prestiti studenteschi.  Nel maggio 2018, la società ha affittato più spazi per uffici al Rockefeller Center di New York City. Nel 2019, 50 consulenti-clienti, che facevano parte dell'acquisizione di Luminous da parte di First Republic, con 17 miliardi di dollari di asset in gestione, hanno lasciato l'azienda.

### Difficoltà finanziarie (2023)
Durante il fallimento bancario di Silicon Valley Bank (SVB) del marzo 2023, Fitch Ratings e S&P Global Ratings hanno declassato il rating creditizio di First Republic, citando "un'elevata percentuale di depositi non assicurati" da clienti facoltosi che hanno maggiori probabilità di trasferire i propri soldi altrove e un rapporto prestito-deposito del 111%, il che significa che la banca ha prestato più denaro di quello che ha in depositi da clienti. Per far fronte alle preoccupazioni di una possibile corsa agli sportelli e supportare eventuali ritiri di depositi, il 16 marzo 2023 undici banche americane, tra cui JPMorgan Chase, Bank of America, Wells Fargo, Citigroup e Truist Financial, hanno depositato 30 miliardi di dollari in First Republic.  Nonostante i depositi, le azioni della società hanno continuato a diminuire il 17 marzo. Il quinto socio, il fondo pensione svedese Alecta, liquida la sua quota dopo aver perduto 680 milioni di euro.
Il 19 marzo, S&P ha declassato ulteriormente il rating creditizio della banca a spazzatura di tre gradi affermando che "potrebbe non risolvere le sostanziali sfide di affari, liquidità, finanziamento e redditività che riteniamo che la banca stia probabilmente affrontando". Quel giorno, il deficit di capitale della banca era di 13,5 miliardi di dollari, che il Wall Street Journal ha paragonato alla crisi di liquidità della Silicon Valley Bank come fattore del suo crollo. Nel suo primo rilascio trimestrale degli utili dopo la crisi, la banca ha notato che i suoi clienti hanno ritirato 104,5 miliardi di dollari depositi durante le turbolenze, ma ha notato che i deflussi si erano stabilizzati ad aprile. L'importanza di tali deflussi è stata spiegata dal numero di clienti facoltosi presso la banca, i cui beni superiori a 250.000 dollari non sarebbero stati protetti dalla Federal Deposit Insurance Corporation (FDIC).  First Republic ha dichiarato che stava "soppesando le opzioni strategiche" e mirando a ridurre le dimensioni del proprio bilancio. Ciò ha causato un crollo del prezzo delle azioni di quasi il 50% a poco più di 8 dollari. Nell'aprile 2023 la banca è stata oggetto di una corsa agli sportelli.
Il 28 aprile, la banca ha annunciato l'intenzione di iniziare a vendere le sue obbligazioni e titoli in perdita per aumentare il capitale e iniziare a licenziare le persone. Anche diversi team di consulenti iniziarono a lasciare la banca. Quel giorno, è stato annunciato che la FDIC stava valutando la possibilità di commissariare la banca, facendo crollare il prezzo delle sue azioni di un altro 43% a 3,50 dollari Dopo essere sceso di un altro 42% nelle contrattazioni fuori orario, la FDIC ha confermato la sua imminente acquisizione della banca. Il giorno successivo, la FDIC si è rivolta a varie banche, tra cui JPMorgan Chase, PNC e Bank of America, dicendo che avevano tempo fino al 30 aprile per fare offerte per la First Republic Bank.

### Chiusura e cessione
Il 1º maggio, la FDIC ha annunciato che First Republic era stata chiusa dal California Department of Financial Protection and Innovation, rilevata dalla FDIC e venduta a JPMorgan Chase.